# José Luis Astigarraga Lizarralde
José Luis Astigarraga Lizarralde CP (* 4. Mai 1940 in Azkoitia; † 20. Januar 2017 in Yurimaguas, Peru) war ein spanischer Ordensgeistlicher und Apostolischer Vikar von Yurimaguas.

## Leben
José Luis Astigarraga Lizarralde trat der Ordensgemeinschaft der Passionisten bei und empfing am 1. Februar 1964 die Priesterweihe.
Papst Johannes Paul II. ernannte ihn am 26. November 1991 zum Titularbischof von Buleliana und zum Apostolischen Vikar von Yurimaguas. Der Apostolische Nuntius in Peru, Erzbischof Luigi Dossena, spendete ihm am 29. Februar des nächsten Jahres die Bischofsweihe; Mitkonsekratoren waren Venancio Celestino Orbe Uriarte CP, Prälat von Moyobamba, und Miguel Irízar Campos CP, Koadjutorbischof von Callao.
Papst Franziskus nahm am 17. Dezember 2016 seinen altersbedingten Rücktritt an.
Er wurde bekannt als Vermittler verschiedener sozialer Konflikte rund um Drogenhandel und Terrorismus.
Von der peruanischen Bischofskonferenz wurde José Luis Astigarraga 2016 mit der Medalla de Santo Toribio de Mogrovejo geehrt für sein Engagement im Amazonasgebiet und im Dschungel von Peru.